# Gardineria minor
Espèce
Statut CITES
Gardineria minor est une espèce de coraux appartenant à la famille des Gardineriidae.